# Vlastina Svátková
Vlastina Svátková (* 9. března 1982 Myjava) je slovenská herečka a spisovatelka, žijící v Praze od roku 2002. Její otec pochází z jižní Moravy, matka se narodila v Piešťanech.

## Životopis
Vyrůstala na Myjavě na Slovensku, kde chodila do základní školy a absolvovala i gymnázium. Chodila do dramatického kroužku, recitovala, zpívala a navštěvovala ZUŠ, obor klavír. Po maturitě odjela do Bratislavy studovat na Univerzitě Komenského v Bratislavě pedagogiku. Studium ukončila magisterským titulem. Zároveň studovala masmediální komunikaci na Univerzitě sv. Cyrila a Metoda v Trnavě. Při studiu začala psát pro časopisy a magazíny. V letech 2003–2004 byla redaktorkou magazínu Style a kosmetickou redaktorkou magazínu Elle. Poprvé hrála ve filmu Casino Royale, ve kterém hrála v roce 2006. Od té doby se věnuje herectví, hrála např. ve filmu Gangster Ka, Nevinné lži nebo Ženy v pokušení.
V roce 2016 Česká televize odvysílala dokument 13. komnata Vlastiny Svátkové, kde se herečka svěřila o svých problémech s bulímií. Po uzdravení začala pomáhat dívkám a ženám s poruchami přijmu potravy. Stala se ambasadorkou nadace Anabell a ředitelkou ústavu Vzdělání života, organizujícího vzdělávací přednášky pro děti na školách o poruchách příjmu potravy. Navázala spolupráci s nadací Sudička.
Věnuje se i psaní. Píše fejetony do časopisů, na své sociální sítě. Vydala knihy Modrý slon, Sama sebou a Prostor pro duši, jíž se prodalo 20 000 kusů výtisků.
Spolu se Zuzanou Šulajovou vlastní značku Adore, pod kterou navrhuje zlaté šperky z přírodních drahokamů a polodrahokamů.

## Herectví

### Filmy
- 2006 – Casino Royale
- 2008 – Rudý Baron
- 2008 – Dark Spirits (Tereza)
- 2009 – Hodinu nevíš (Tereza)
- 2010 – Rytmus v patách (Jeanne Fullbright)
- 2010 – Ženy v pokušení (mladá Vilma)
- 2010 – Partition (Jen/Jana)
- 2012 – Lisa – studentský film
- 2012 – Framed (Nan) – studentský film
- 2013 – Occamova břitva (Vajnerová)
- 2014 – Fair Play (sestřička)
- 2014 – Nevinné lži (Daniela)
- 2015 – Dítě číslo 44
- 2015 – Gangster Ka (Sandra)
- 2015 – Gangster Ka: Afričan (Sandra)
- 2016 – Taxi 121 (Jánská)
- 2017 – Všechno nebo nic (Jakubova kolegyně)
- 2017 – Touha motýla
- 2019 – Můj příběh (Elizabeth)
- 2019 – Milosrdná lež – studentský film
- 2020 – Smečka
- 2022 – Dům na samotě (televizní film)

### Seriály
- 2004 – Pojišťovna štěstí (Soňa)
- 2009 – Černá sanitka
- 2009 – První krok (Blanka)
- 2010 – Přešlapy (Jitka)
- 2010 – Pojišťovna štěstí (Soňa)
- 2013 – Kriminálka Staré Město (Alena Tichá)
- 2014 – Tři mušketýři
- 2013 – Nevinné lži (Daniela)
- 2014 – První republika (Golda)
- 2015 – Kukučka (Klára Paludová)
- 2015 – Poslední vízum (Věra)
- 2016 – Drazí sousedé
- 2016 – Polda (Linda Bauerová)
- 2017 – Tajné životy (Slávka)
- 2018 – Hotel (Hrmová)
- 2018 – Sestričky
- 2019 – Policie Modrava
- 2021 – Pan profesor (Silvie Kamenická)
- 2022 – Dobré zprávy (Anděla Gallová)

## Dílo
- Modrý slon: O čem všem je láska..., Eroika, 2010, ISBN 978-80-87409-03-9
- Prostor pro Duši, 2018, Vlastina Svátková, 2018, ISBN 9788027047406
- Sama sebou, SPN, 2014, ISBN 978-80-10-02751-4
- Najdeš mě ve tmě, Vlastina Svátková, 2020, ISBN 978-80-270-8214-8
- Sama sebou, Vlastina Svátková, 2020, ISBN 978-80-270-8229-2